# Vladimir Sokolov
Vladimir Vladimirovitj Sokolov (på russisk: Владимир Владимирович Соколов) (født 29. august 1962) er en russisk tidligere roer.
Sokolov var en del af den russiske otter, der vandt en bronzemedalje ved OL 1996 i Atlanta. Pavel Melnikov, Andrej Glukhov, Anton Tjermasjentsev, Nikolaj Aksjonov, Dmitrij Rozinkevitj, Sergej Matvejev, Roman Montjenko, Vladimir Volodenkov og styrmand Aleksandr Lukjanov udgjorde resten af besætningen. Han var også med ved OL 1992 i Barcelona, som del af SNG's firer uden styrmand, der sluttede på 10. pladsen.

## OL-medaljer
- 1996:  Bronze i otter